# توني باك
توني باك (بالإنجليزية: Tony Buck)‏ (18 أغسطس 1944 في المملكة المتحدة - ) هو لاعب كرة قدم بريطاني في مركز الهجوم. لعب مع أكسفورد يونايتد وبرادفورد سيتي ونادي روتشديل ونادي نورثامبتون تاون ونيوبورت كونتي وBedford Town F.C. ‏.